# Rocker-bogie

El chasis mantiene un valor promedio de los dos rockers.

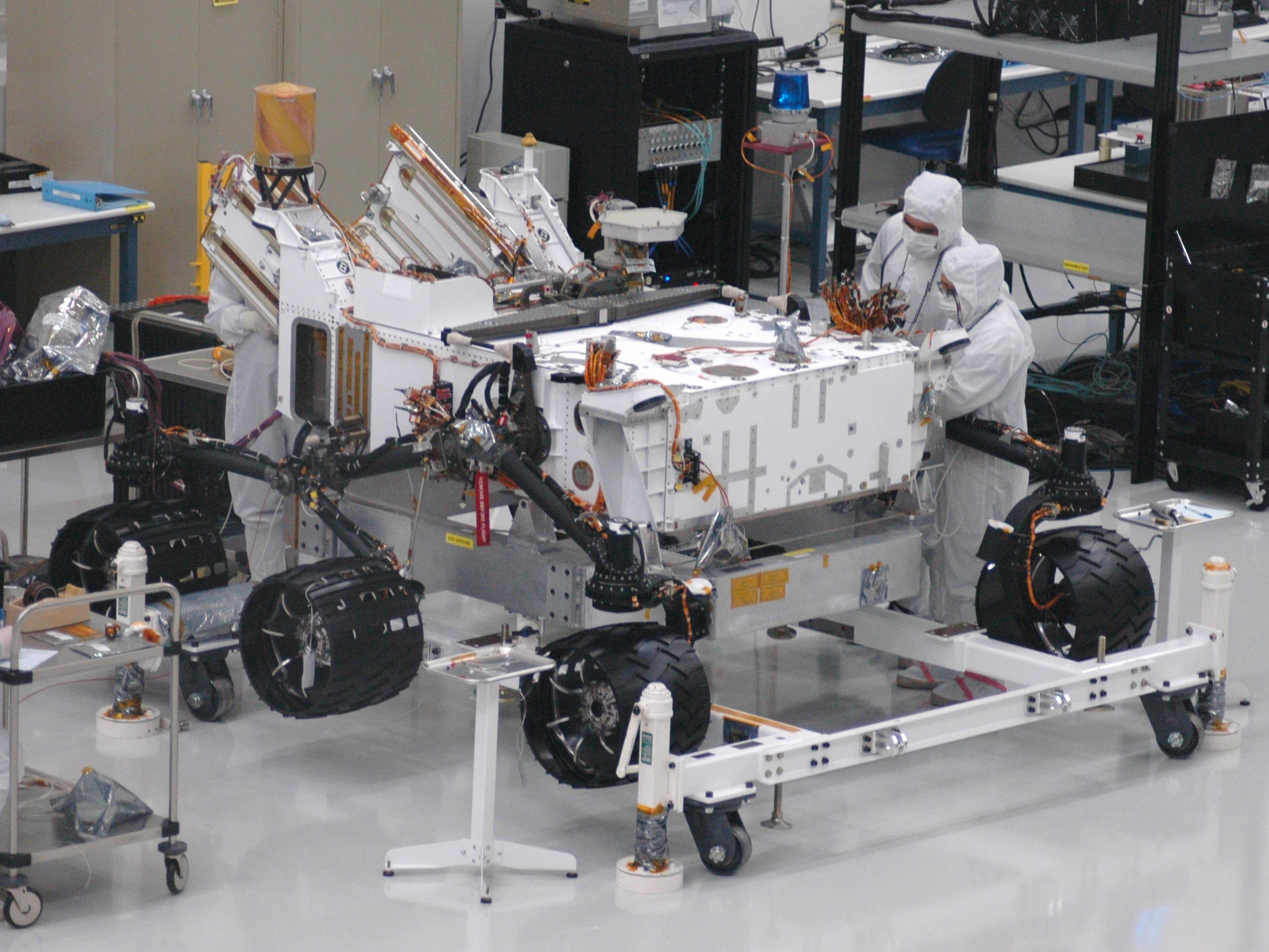
Rocker bogie en el rover Curiosity

El denominado sistema rocker-bogie hace referencia a la disposición adoptada por el sistema de suspensión utilizado en los rovers (astromóvil) enviados a Marte. Fue introducido en el rover Mars Pathfinder y utilizado en misiones posteriores a Marte como la Mars Exploration Rover (MER) y la Mars Science Laboratory (MSL). Actualmente es el diseño de referencia en los diseños de la NASA.
El sistema se compone de dos piezas que se unen y que tienen libertad de giro. El denominado rocker es la pieza que se une al cuerpo del rover mediante un mecanismo diferencial, de manera que cuando un rocker va hacia arriba, respecto del chasis, el otro va hacia abajo. El chasis se mantiene con un ángulo promedio entre los dos balancines. Uno de los extremos del balancín aloja una rueda motora mientras que en el otro extremo se acopla un elemento bogie que puede pivotar sobre el balancín.
El término bogie se refiere a la parte que tiene en ambos extremos una rueda motriz. Este tipo de soporte se suele utilizar para ayudar a distribuir la carga sobre el terreno en las orugas que permiten el movimiento de los tanques del ejército. En la actualidad este tipo de aplicaciones han pasado a utilizar suspensiones de tipo trailing-arm.

## Diseño
El diseño rocker-bogie no incorpora muelles o ejes por cada rueda, lo que permite al rover superar obstáculos como rocas con un tamaño mayor al doble del diámetro de las ruedas, manteniendo las seis ruedas sobre el suelo. Como en todo sistema de suspensión, la estabilidad de inclinación está limitada por la altura del centro de gravedad. Los sistemas que utilizan muelles tienden a inclinarse más hacía el lado con más carga. Basado en el centro de masas, el rover Curiosity de la misión Mars Science Laboratory puede resistir una inclinación de hasta 45 grados en cualquier dirección sin volcar, aunque los sensores automáticos del rover no permiten que se supere los 30 grados de inclinación.  El sistema está diseñado para desplazarse a baja velocidad, en torno a los 10 cm/s, a fin de minimizar choques bruscos y evitar daños en el vehículo cuando se superan grandes objetos.
El Laboratorio de Propulsión a Reacción (JPL por sus siglas en inglés) sostiene que este tipo de sistema de suspensión reduce el movimiento del cuerpo del vehículo MER a la mitad en comparación a otros sistemas de suspensión. Cada una de las seis ruedas que incorpora el rover tienen su propio motor independiente. Las dos delanteras y las dos traseras tienen además un motor individual que permite cambiar la dirección de la rueda y mover el vehículo. Cada rueda incorpora además tacos de manera que se incrementa el agarre para subir colinas de polvo fino o para ascender por pendientes con piedras. La velocidad máxima del robot en esos tipos de condiciones se reduce para reducir posibles efectos adversos. Los motores cuentan con una reductora de manera que cada rueda individual puede cargar una gran parte de la masa del vehículo.
Para poder superar un obstáculo vertical, las ruedas delanteras son empujadas contra el obstáculo por el resto de ruedas del vehículo. Entonces las ruedas delanteras se inclinan sobre su eje para adaptarse y superar el obstáculo. Las ruedas centrales pasan a ser empujadas por las ruedas traseras contra el obstáculo con la ayuda de las delanteras que ejercen una fuerza tractora sobre el resto. Por último las ruedas traseras son empujadas contra el obstáculo por el resto de ruedas que ya lo han superado. Cuando una rueda se encuentra superando un obstáculo, el progreso hacia adelante del vehículo se ralentiza llegando incluso a detenerse. Esto no debe entenderse como un contratiempo dada la velocidad a la que operan este tipo de vehículos en la actualidad.
Una de las futuras aplicaciones de los rovers será asistir a los astronautas durante operaciones en la superficie. Para ser de ayuda, deben ser capaces de moverse a una velocidad igual o superior a la de un humano caminando. Otras misiones han sido propuestas, donde los rovers tendrán que moverse mucho más rápido (4-10 km/h) como en el Sun-Synchronous Lunar Rover.